# Suore di carità di San Vincenzo de' Paoli (Maiorca)
Le Suore di Carità di San Vincenzo de' Paoli (in spagnolo Hermanas de la Caridad de San Vicente de Paúl) sono un istituto religioso femminile di diritto pontificio.

## Storia

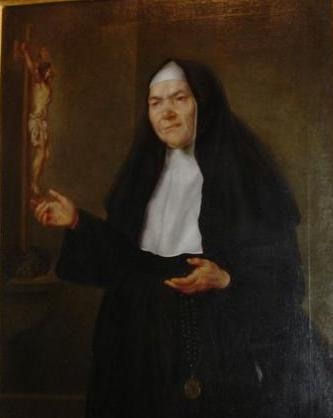
Francinaina Cirer Carbonell, fondatrice della congregazione

La congregazione fu fondata il 29 settembre 1798 presso la parrocchia di San Michele Arcangelo di Felanitx dal sacerdote Antoni Roig y Rexarch (1750-1808), per le opere di carità in parrocchia.
Le prime suore dell'istituto furono Bàrbara Obrador, Francesca Antich, Caterina Rosselló e María Aina Nebot, che fu la prima superiora generale: la prima vestizione ebbe luogo il 6 giugno 1811.
Il loro abito era il costume tradizionale delle donne di Maiorca; si dedicavano specialmente all'istruzione della gioventù e all'assistenza agli ammalati poveri, sotto la direzione del parroco e dei suoi vicari.
Tra il 1887 e il 1890 si unirono alla congregazione di Felanitx altre comunità autonome di Suore della Carità: quella di Binissalem, sorta nel 1850, quella di Sencelles, fondata nel 1851 da Francinaina Cirer Carbonell, e quelle di Manacor e Santa Maria del Camí, fondate da Rafael Caldentey.
L'istituto fu canonicamente eretto in congregazione religiosa da Rigoberto Domenech, vescovo di Maiorca, il 16 novembre 1923 e ricevette il pontificio decreto di lode il 18 gennaio 1971.

## Attività e diffusione
Le suore si dedicano principalmente all'istruzione e all'educazione cristiana della gioventù, ma anche all'assistenza agli infermi in cliniche e ospedali, al lavoro in orfanotrofi e case di riposo e al servizio nei seminari.
Oltre che in Spagna, le suore sono presenti in Burundi, in Honduras e in Perù; la sede generalizia è a Palma di Maiorca.
Alla fine del 2008 la congregazione contava 245 religiose in 48 case.